# 蕭筱臻
蕭筱臻（1979年8月21日—），中華民國政治人物，廣告視覺設計師，2018年臺北市市議員選舉第二選舉區（內湖區、南港區）候選人。

## 生平

### 參選台北市議員
2018年3月13日，基進黨在台北市議會前召開記者會，正式公佈蕭筱臻將成為該黨於2018年臺北市議員選舉第二選舉區（內湖區、南港區）所提名的市議員候選人。競選期間曾針對同區對手、民主進步黨提名台北市議員候選人高嘉瑜認為蔡英文政府似乎沒讓經濟回溫的說法，認為高的說法是無情地回頭打了提名自己的政黨一巴掌，質疑高在這樣去脈絡之下把地方文化發展的議題簡化為單一的經濟問題恐怕過於扁平，無助於問題的解決與城市平衡的發展，亦曾於柯文哲的造勢現場高舉「唯一抗中不貼柯」的標語、亦針對柯表示「不像我們台灣有些女性同胞直接上街嚇人」的說法，貼出素顏照反嗆「我沒化妝嚇到你嗎？」。而在部分民進黨臺北市長候選人姚文智的支持者因不滿高嘉瑜與柯文哲採友好立場，發起「票投蕭筱臻，淘汰高嘉瑜」運動後，蕭筱臻在臉書表示拿下最高票的高嘉瑜議員在民進黨已經推出台北市唯一本土市長候選人之際，仍選擇和擁抱中國和威權的柯文哲市長曖昧不清，讓選民非常失望，她強調基進黨絕對是更好的選擇，呼籲選民「筱臻換嘉瑜」。 2018年11月24日選舉結果，只拿下1,195票敗選。

## 選舉紀錄
| 年度 | 選舉屆數               | 選舉區           | 所屬政黨 | 得票數 | 得票率 | 當選標記 | 備註 |
| ---- | ---------------------- | ---------------- | -------- | ------ | ------ | -------- | ---- |
| 2018 | 第十三屆臺北市議員選舉 | 臺北市第二選舉區 | 基進黨   | 1,195  | 0.57%  |          |      |